# 相土
相土（？—？），子姓，名相土。契之孙，昭明之子，昌若之父。商部族的第三任首領。雖然司馬遷著《史記·殷本紀》時，提到过他，不過沒有描述其的事蹟。
祖父契因協助禹處理洪水完畢，被虞舜擔任司徒一職，負責掌管教育人民的權力，同時封於商（今陝西省商州区），使商部族因此誕生。相土在夏相在位時，為了馴養馬匹，而製作乘馬。相土从今陝西省商州区迁居到今河南省商丘市。《诗经》歌颂相土：“相土烈烈，海外有截”。。

## 家族
- 先世：
  - 曾祖父：契[1]
  - 父親：昭明[1]

- 子：
  - 兒子：昌若[1]